# یانا اوسکووا
یانا اوسکووا (روسی: Яна Викторовна Ускова؛ زادهٔ ۲۸ سپتامبر ۱۹۸۵) بازیکن هندبال اهل روسیه است.